# A kör 2.
A kör 2. (eredeti címén: The Ring Two) az USA-ban, 2005-ben készült horrorfilm, A kör folytatása, amely az 1999-ben készült japán Ringu 2 című film amerikai feldolgozása. Az eredeti film, a Ringu rendezője, Hideo Nakata rendezte A kör 2-t is.
A folytatásnak nem szolgál alapjául egyetlen, a Ringuhoz készült japán folytatás története sem: teljesen eredeti történetvonalon halad, amely A körtől folytatódik.
A filmet az Oregon állambeli Astoriában és Los Angelesben forgatták, majd 2005. március 18-án mutatták be, első hétvégéjén 35 millió dolláros bevételt hozva, amely több, mint kétszer annyi, mint amennyit A kör hozott ennyi idő alatt. 
Sokan úgy tartották, hogy túl hamar jött Átok – The Grudge, egy másik japán horrorfilm átdolgozásához képest, amely majdnem 40 millió dollárt hozott a készítőknek pár hónappal korábban. A végső 75 millió dolláros bevétel rendesen alulmaradt az eredeti folytatások összesen 129 millió dolláros teljes bevételéhez és az Átok – The Grudge meglepetést okozó 110 millió dolláros bevételéhez képest is.
A folytatás megjelenése előtt újra kiadták DVD-n A kört, egy negyedórás kisfilmet tartalmazó extra lemezzel együtt, amely a Körök címet viselte, és A kör és A kör 2 között volt hivatott hidat képezni.

## Történet
A folytatás kb. 6 hónappal az első film után játszódik. Rachel Keller (Naomi Watts) és fia, Aidan (David Dorfman) abban a reményben, hogy minden nyomasztó eseményt maguk mögött hagynak, Seattle-ből az oregoni Astoria településére költöznek.  Rachel új munkát vállal a Daily Astorian-nél , egy helyi újságnál, Max Rourke (Simon Baker) irányítása alatt.
Nemsokára a városban hírek kezdenek keringeni egy tinédzsergyilkosságról. A körülötte keringő részletek túl ismerősen csengenek Rachel számára, aki nyomozásba fog ezért.  Megtalálja Jake holttestét, egy fiatal fiúét, aki megnézte az elátkozott kazettát. A közelben van Jake barátnője, Emily, aki életben van, bár eléggé lesújtóan hatott rá Samara támadása. Rachel ugyanazt a horrorisztikus kifejezést találja meg Jake arcán, mint a többi, előző áldozatén. Amiként Rachel távozni készül, Samara szelleme kinyúl Rachelért, és ennyit mond: „Megtaláltalak”, majd eltűnik.
Rachel megtalálja, majd megsemmisíti a kazettát. Azonban Aidanen hirtelen kóros kihűlés lesz úrrá és horzsolások jelennek meg rajta. Egy nap, mikor egyedül van, Samara szelleme eljön hozzá, majd eltűnik. Később Rachel háza zötyögni és rázkódni kezd egy kopogószellem cselekedeteihez hasonló módon.
Aidant kórházba szállítják. A személyzet, különösen dr. Emma Temple (Elizabeth Perkins), a pszichológus, azt gyanítják, hogy Rachel vonható felelősségre Aidan testén lévő sebek miatt, és ezért Rachelt nem engedik fia közelébe. Válaszok után kutatva Rachel Seattle-be utazik, hogy mélyebbre ássa magát Samara múltjába és eredetébe. Felfedi, hogy Samara nem volt Richard és Anna Morgan biológiai gyermeke, ezzel megerősítve az első filmben felmerülő gyanúját.  Felkeresi Samara szülőanyját, Evelynt (Sissy Spacek), aki megpróbálta vízbefojtani a csecsemő Samarát, és ezért azóta elmegyógyintézetben él.
Evelyn azt állítja, hogy Samarának nem volt apja, és azt tanácsolja Rachelnek, hogy „legyen jó anya” és „figyeljen a gyermekére” mikor az tanácsot kér, hogy hogyan játssza ki Samarát.  Rachel és Aidan rájön, hogy Samara nem hallja őket, mikor alszanak, ezért álmukban kommunikálnak. Aidan elmondja Rachelnek, mit kell tennie. Samara megállításának érdekében a szó szoros értelmében vízbe kell fojtania Aidant.
Rachel egy tudattalan Aidant nyom víz alá. Samara szelleme távozik, és Rachel is újraélesztheti Aidant.  Azonban Samara megpróbál visszatérni a TV-n keresztül (a kazettán található kút által). Aidan tanácsa ellenére, Rachel megmarkolja Samarát, miközben kiemelkedik, és Samara kútjának mélyére esik. Rachel kimászik, miközben a kút vizéből kiemelkedő Samara üldözi. Rachel ki tud mászni még éppen Samara elől, aki úgy kiált Rachel után, mintha Rachel az anyja lenne. Rachel szó szerinti fordításban ezt válaszolja: „Nem vagyok az anyád, baszd meg!” (a szinkron szerint: „Nem vagyok a mamid!”), majd a kút fedelét a kútra zárva, ezzel (valószínűleg) örökre benntartva Samarát.  Rachel ezután barangol a Samara kazettájának kietlen, szinte monokróm világban kiutat keresve.
Hallja Aidan hangját és elindul felé, amíg ahhoz a sziklához ér, melyről Anna Morgan a halálba vetette magát.  Hallja lentről, hogy Aidan a nevén hívja. Úgy dönt, követi Aidan hangját, és elfogadja saját halálát: Rachel leugrik a szikláról, ezáltal visszatér a nappalijába Aidannel, Samara nélkül. A film azzal az elképzeléssel ér véget, hogy Rachel és Aidan ismét túlélték a „mindenkit szenvedésre bírni akaró” Samara visszatértét.

## Szereplők
| Szereplő                 | Színész                 | Magyar hang     |
| ------------------------ | ----------------------- | --------------- |
| Rachel Keller            | Naomi Watts             | Haumann Petra   |
| Max Rourke               | Simon Baker             | Czvetkó Sándor  |
| Aidan Keller             | David Dorfman           | Jelinek Márk    |
| Dr. Emma Temple          | Elizabeth Perkins       | Fehér Anna      |
| Martin Savide            | Gary Cole               | Rosta Sándor    |
| Evelyn Borden            | Sissy Spacek            | Kovács Nóra     |
| Jake                     | Ryan Merriman           | Hamvas Dániel   |
| Emily                    | Emily VanCamp           | Zsigmond Tamara |
| Betsy                    | Kelly Overton           | Orgován Emese   |
| Orvos                    | James Lesure            | Németh Gábor    |
| Samara (archív felvétel) | Daveigh Chase           | Kántor Kitty    |
| Gonosz Samara            | Kelly Stables           | Kántor Kitty    |
| Evelyn fiatalon          | Mary Elizabeth Winstead | Béli Titanilla  |

## Vágatlan kiadás
A Vágatlan DVD kiadásban néhány extra jelenet is megtalálható, ami nem volt a moziban bemutatott anyagban.  Ezek között található beszélgetés Rachel új szomszédjával (és szomszédi pletyka), Carol Breyerrel, egy meghosszabbított jelenet a szarvasokkal, mielőtt csapást mérnének Rachel kocsijára, az álombeszélgetés Aidannel, és a Körök című kisfilm is.

## Folytatás
A DreamWorks megerősítette, hogy lesz második folytatás is. Várhatóan az első két film szereplői nem fognak visszatérni. Néhány forrásból az hallható, hogy a film alacsonyabb költségvetésű lesz, és valószínűleg a Morgan család történetét állítja majd középpontba mindazokkal az információkkal, amiket még nem tártak fel Samara Morganről a Ring 0-hoz hasonló módon. Naomi Watts nem fog visszatérni a folytatásban.

## Érdekesség
Néhány moziban az emberek azt mondták, hogy a film inkább volt vicces, mint ijesztő, és sok nevetést lehetett hallani a film vetítése közben.